# Patricio Aylwin
Patricio Aylwin Azócar GColL (Viña del Mar, 26 de novembro de 1918 — Santiago, 19 de abril de 2016) foi um advogado, escritor, professor e político chileno. Ele foi o primeiro presidente do Chile depois do ditador Augusto Pinochet, e sua eleição marcou a transição chilena para a democracia em 1990. Apesar da resistência de elementos do exército e do governo chileno após sua eleição, Patricio Aylwin foi firme em seu apoio à Comissão Nacional do Chile pela Verdade e Reconciliação que expôs as brutalidades sistemáticas da ditadura.
Advogado oriundo de uma família de juristas, Patricio Aylwin iniciou sua carreira política em 1945 como secretário da Comissão do Supremo Tribunal . Mais tarde, entre 1965 e 1973, ele serviu como senador, e em 1971 foi escolhido para ocupar o cargo de presidente do Senado. 
Em 1987 participou de negociações com Augusto Pinochet para aprovar reformas à Constituição de 1980.
Aylwin foi eleito como candidato pela Concertación. Nas eleições de 1989 teve 55,2% dos votos válidos. Ele foi o primeiro presidente democrático em 17 anos e o segundo democrata cristão, além de dar o início à transição para a democracia.
A 26 de agosto de 1992 foi agraciado com o Grande-Colar da Ordem da Liberdade de Portugal. Possui inúmeros doutoramentos honoris causa, nomeadamente da Universidade Técnica de Lisboa.
Em dezembro de 2015, sofreu uma contusão craniana, depois de cair em sua casa, após o acidente a sua saúde começou a declinar. Mais tarde, no início de abril, o ex-chefe de Estado sofreu um evento cardíaco que novamente enfraqueceu a sua saúde. 
Ele morreu em 19 de abril de 2016, aos 97 anos.